# Gerd Heppke
Gerd Heppke (* 28. Oktober 1939 in Berlin; † 4. Juni 2022 ebenda) war ein deutscher Physiker und Chemiker (Physikalische Chemie, Flüssigkristalle), sowie Hochschullehrer.

## Leben
Heppke studierte Physik an der TU Berlin, an der er 1971 promoviert wurde und 1972 Assistenzprofessor wurde. Nach der Habilitation 1975 wurde er dort Professor. 2005 wurde er emeritiert.
In den 1970er Jahren maß er Ordnungsparameter von Flüssigkristallen (nematische und smektische Phasen) mit Frank Schneider mit Hilfe von ESR-Spektroskopie, Leitfähigkeit, Viskositäts- und Elastizitätskoeffizienten und Magnetfeldeffekten, und er untersuchte Besonderheiten in den Phasendiagrammen nematischer und smektischer Phasen (zum Beispiel induzierte smektische Phasen). Danach untersuchte er die Chiralität von Flüssigkristallen. In den 1980er Jahren erkannte er als einer der Ersten die Bedeutung elektrooptischer Effekte in der cholesterischen blauen Phase (BP), wobei er die durch elektrische Felder induzierte Änderung der Gitterkonstanten (Elektrostriktion) und des Brechungsindexes (Kerr-Effekt) entdeckte. Heppke erkannte auch die möglichen Anwendungen, auch wenn es bis 2002 dauern sollte, dass erste Flüssigkristall-Displays damit hergestellt wurden. Dazu war die Ausdehnung des ausnutzbaren Temperaturbereichs durch Polymerstabilisierung nötig.
Er arbeitete nicht nur mit synthetischen Chemikern wie Klaus Praefcke und Günther Scherowsky an der TU Berlin zusammen, sondern baute auch ein eigenes Labor zur Synthese von Flüssigkristallen an seinem Institut auf. Dort entwickelte er Flüssigkristalle mit besonders herausragenden Eigenschaften, zum Beispiel Ferroelektrika. Er untersuchte auch glasbildende Flüssigkristalle mit möglichen Anwendungen als optischen Speichern.
2013 erhielt er den Alfred Saupe Preis der deutschen Gesellschaft für Flüssigkristalle. Er war Mitglied des Leitungsrats der International Liquid Crystal Society.

## Schriften (Auswahl)
- mit Gerd Hauck: Flüssigkristalle, in Bergmann-Schaefer Lehrbuch der Experimentalphysik,  Band 5, De Gruyter, 2006